# Droga wojewódzka 559
Die Droga wojewódzka 559 (DW 559) ist eine 47 Kilometer lange Droga wojewódzka (Woiwodschaftsstraße) in der polnischen Woiwodschaft Masowien und der Woiwodschaft Kujawien-Pommern, die Lipno mit Płock verbindet. Die Strecke liegt im Powiat Lipnowski, im Powiat Płocki und in der kreisfreien Stadt Płock.

## Streckenverlauf
Woiwodschaft Kujawien-Pommern, Powiat Lipnowski
-  Lipno (Lipno) (DK 10, DK 67, DW 557, DW 558)
- Rumunki Podgłodowskie
- Głodowo Rumunki
- Głodowo (Loden)
- Piątki (Fünferhöhe)
- Suradowo
- Jasień (Lichtenbach)
-  Kamień Kotowy (Kattenstein) (DW 541)

Woiwodschaft Masowien, Powiat Płocki
- Turza Wielka
- Brudzeń Duży
- Parzeń
-  Sikórz (DW 540)
-  Srebrna (DW 555)
- Mańkowo
- Maszewo Duże

Woiwodschaft Masowien, Kreisfreie Stadt Płock
-  Płock (Plock, Plotzk, Plozk) (DK 60, DK 62, DW 562, DW 564, DW 567, DW 575)